# Station Thurles
Station Thurles  is een spoorwegstation in Thurles in het  Ierse graafschap Tipperary. Het station ligt aan de lijn Dublin - Cork. Vanaf Thurles vertrekt ieder uur een trein in de richting Dublin en een trein in de richting Cork. De trein richting Cork geeft in Limerick Junction een directe aansluiting naar Limerick. 